# Evolution (журнал)
Evolution (Evolution: International Journal of Organic Evolution) — международный научный журнал, орган Society for the Study of Evolution, посвящённый проблемам эволюции, экологии, генетики и некоторым другим вопросам развития жизни. Основан в 1947 году.

## История
Журнал основан в 1947 году, как орган Society for the Study of Evolution, общества организованного в США в марте 1946 года. Индекс цитирования журнала (Импакт-фактор): 5.429 (ISI Journal Citation Reports Ranking: 2009 — 6/44 в категории Evolutionary Biology; 9/127 Ecology; 20/144 Genetics & Heredity). 
Журнал в 2009 году вошёл в Список 100 самых влиятельных журналов биологии и медицины за последние 100 лет по данным Special Libraries Association. Вошёл в список лидеров по рейтингу научных журналов в категории «Ecology, Evolution, Behavior and Systematics» (SCimagoJr.com, 2011, где занял место № 6 среди 197 журналов по теме). 
Редактор: Daphne Fairbairn (с 2010; ранее - Mark D. Rausher). В числе бывших ассоциированных редакторов: Х. Хукстра (2007—2010).

## ISSN
- ISSN 1558-5646 (Online )